# Sympagus monnei
Sympagus monnei là một loài bọ cánh cứng trong họ Cerambycidae.